# Chrysotimus spinuliferus
Chrysotimus spinuliferus är en tvåvingeart som beskrevs av Negrobov 1978. Chrysotimus spinuliferus ingår i släktet Chrysotimus och familjen styltflugor. Inga underarter finns listade i Catalogue of Life.